# Saint-Laurent-du-Pont
 Saint-Laurent-du-Pont  es una población y comuna francesa, en la región de Ródano-Alpes, departamento de Isère, en el distrito de Grenoble y cantón de Saint-Laurent-du-Pont.

## Demografía
| 3305 | 3761 | 3709 | 4125 | 4061 | 4222 |
| Para los censos de 1962 a 1999 la población legal corresponde a la población sin duplicidades (Fuente: INSEE [Consultar]) |      |      |      |      |      |